# Грийнхорн (град, Орегон)
Грийнхорн (на английски: Greenhorn) е град в окръг Бейкър, щата Орегон, САЩ. Грийнхорн е с население от 2 жители (2007) и обща площ от 0,3 km². Намира се на 1920,2 m надморска височина.